# Oachira
Oachira es una ciudad censal situada en el distrito de Kollam en el estado de Kerala (India). Su población es de 28412 habitantes (2011). Se encuentra a 29 km de Kollam y a 95 km de Trivandrum.

## Demografía
Según el censo de 2011 la población de Oachira era de 28412 habitantes, de los cuales 13179 eran hombres y 15273 eran mujeres. Oachira tiene una tasa media de alfabetización del 94,80%, superior a la media estatal del 94%: la alfabetización masculina es del 96,76%, y la alfabetización femenina del 93,15%.